# Pseudomma berkeleyi
Pseudomma berkeleyi är en kräftdjursart som beskrevs av W. M. Tattersall 1933. Pseudomma berkeleyi ingår i släktet Pseudomma och familjen Mysidae. Inga underarter finns listade i Catalogue of Life.